# Liste der Fluggesellschaften in Eritrea

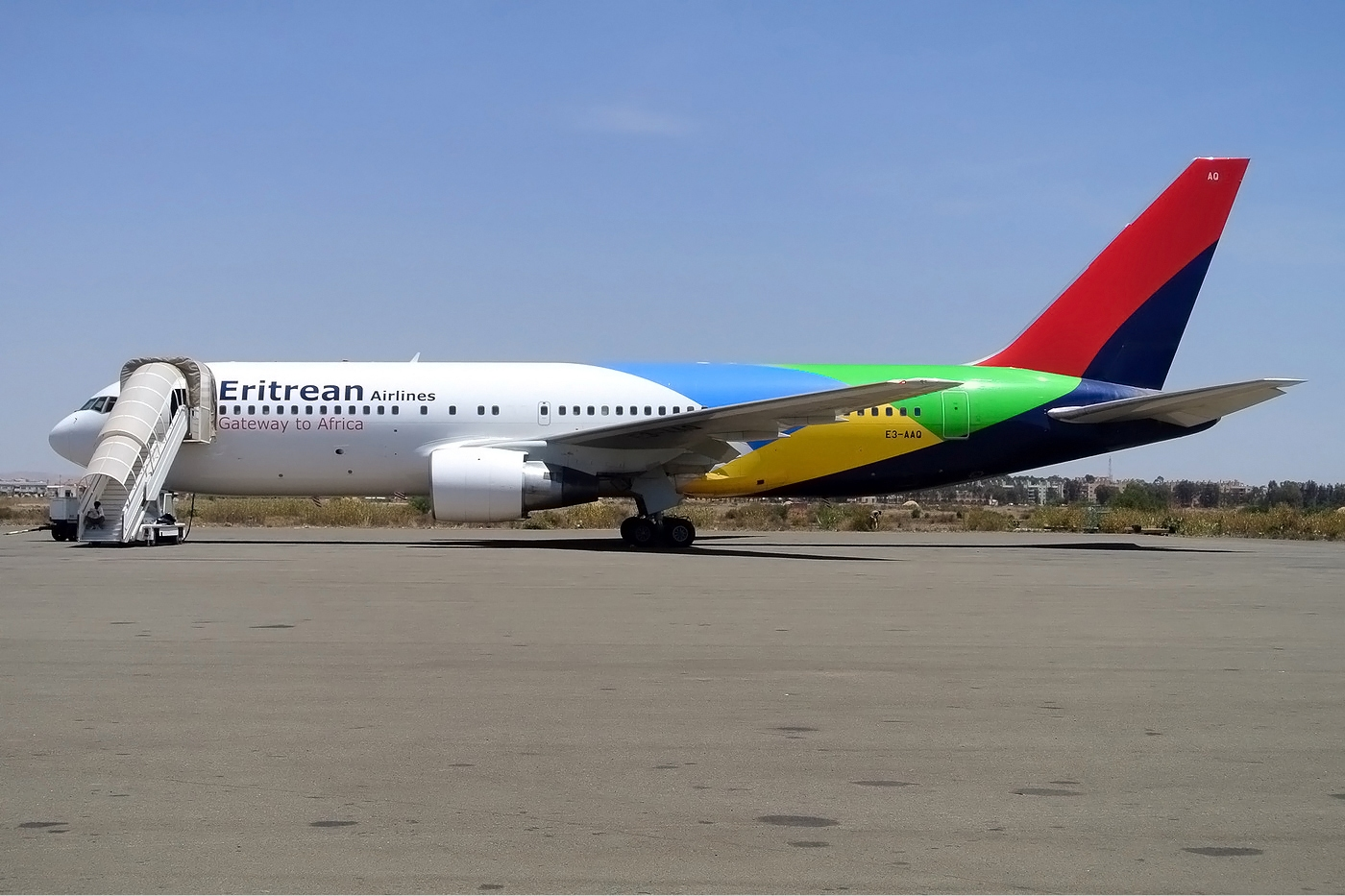
Eritrean Airlines

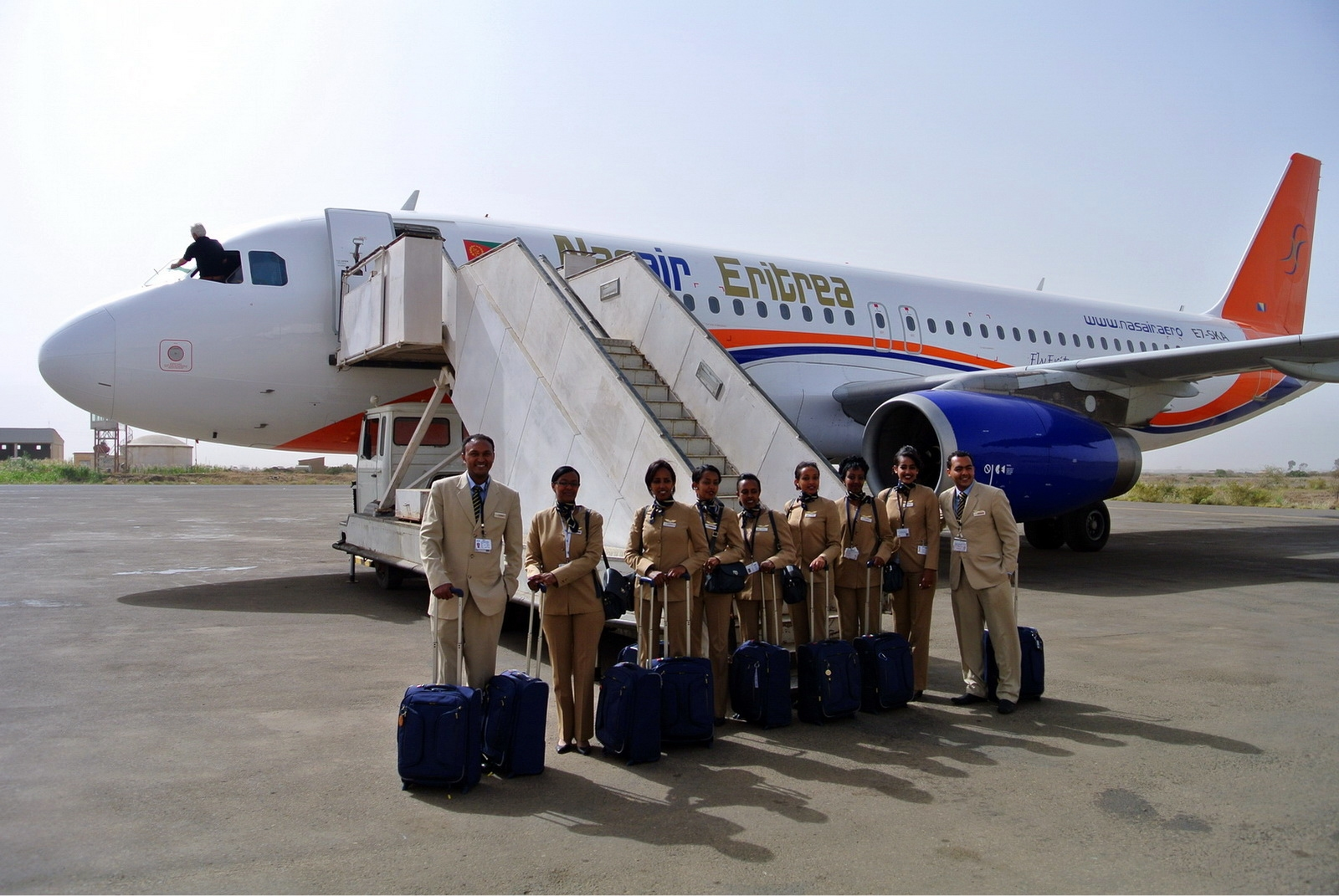
Nasair Eritrea

Dies ist eine Liste der Fluggesellschaften in Eritrea.

## Aktuelle Fluggesellschaften
Quelle:
- Eritrean Airlines < Red Sea Air (1998–2001) <  Eritrean Airlines (1991–1998)
- Massawa Airways
- Volga Atlantic Aviation (Cargoflüge)

## Ehemalige Fluggesellschaften
Quelle:
- Air Eritrea (2007)
- Asmara Air Service (...–1999)[3]
- BIK Surveys (...–1999)[4]
- Nasair Eritrea (2006–2013)